# Calvario

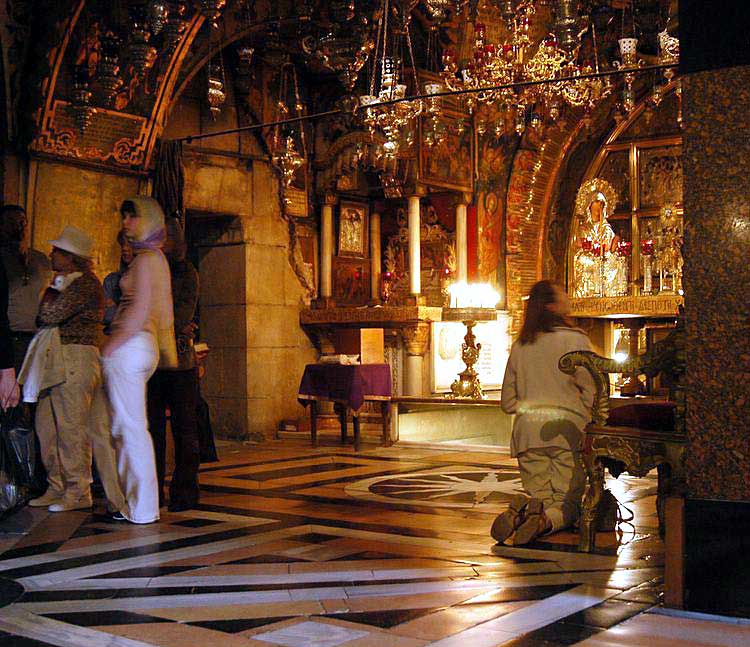
Sommità del Calvario all'interno della Basilica del Santo Sepolcro a Gerusalemme.

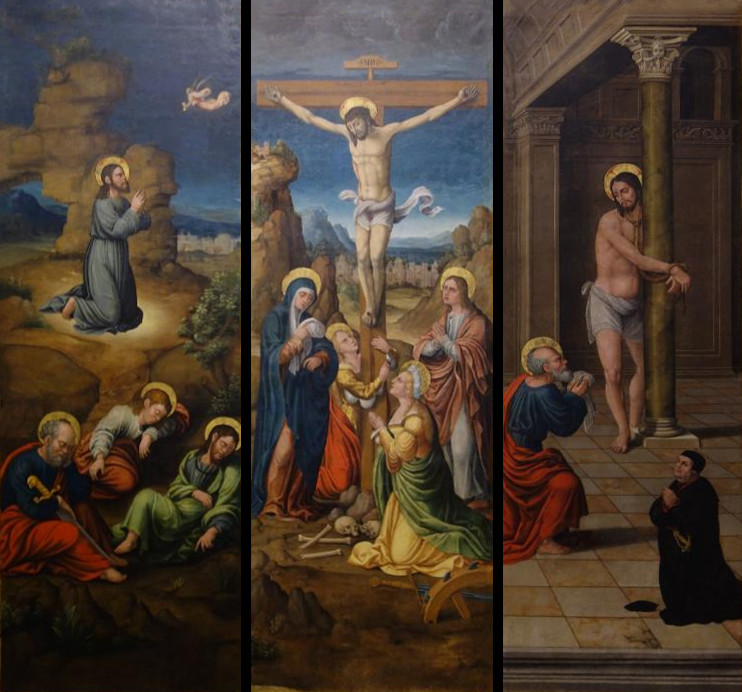
Trittico del Calvario nel Museo de Bellas Artes, Cordova.

Calvario (dal latino Calvariae locus e più tardi Calvarium «luogo del cranio», traduzione dall'aramaico gūlgūtā «cranio, teschio», in greco Γολγοθᾶ, da cui il latino Golgŏtha e l’italiano Gòlgota. In arabo جُمجُمَة, ğumğuma) è la collina (secondo la tradizione un monticulus) appena fuori dalle mura di Gerusalemme su cui, secondo la narrazione dei vangeli, salì Gesù per esservi crocifisso. Il nome deriva, oltre al fatto di essere il luogo della sepoltura di Adamo e per la presenza dei teschi dei condannati non seppelliti, anche dalla sua stessa forma per l'appunto quella di un cranio umano.

## Collocazione
Secondo la tradizione il luogo è appena fuori dalle mura di Gerusalemme del tempo di Gesù, a nord-ovest, ma all'interno dell'attuale città vecchia (in epoche più recenti le mura vennero spostate verso nord). Consiste in un rilievo roccioso di pochi metri, che attualmente è inglobato all'interno della basilica del Santo Sepolcro, in particolare la Cappella della Crocifissione, gestita dai Frati Minori della Custodia di Terra Santa, e la Cappella della Morte, dei greci ortodossi. Esse furono costruite rialzando di alcuni metri, in modo da ricoprire e racchiudere la roccia, che è visibile in parte attraverso un vetro e si può toccare infilando la mano in un foro nel pavimento sotto l'altare eretto sulla sua sommità, in quello che si ritiene il punto esatto dove Gesù fu crocifisso. Nella parte sinistra della chiesa invece, a poche decine di metri, si trova il sepolcro dove Gesù fu deposto.
Un secondo luogo più settentrionale fu suggerito dai protestanti nell'Ottocento, perché le rocce assomigliano ad un teschio. Anche questo luogo è vicino ad un'antica tomba, nota come Tomba del Giardino. A sostegno dell'ipotesi che questo possa essere il Gòlgota o luogo del Cranio viene portato il fatto che questa montagnola è situata immediatamente fuori delle mura di Gerusalemme, sul lato e la cima di questo luogo, dove sarebbe stata posta la croce, è ben visibile dall'interno della città. I Romani, infatti, usavano crocifiggere in luoghi alti e ben visibili a tutti (ricordiamo appunto che Gerusalemme e tutta la Giudea erano all'epoca parte dell'Impero romano).

## Uso al tempo di Gesù
La collina era usata come luogo di esecuzione della pena della crocifissione, molto in uso presso i Romani. Si suppone che il suo nome derivi da questo, oppure dalla sua forma tondeggiante come la calotta di un cranio.

Si nomina il Golgota nel Vangelo secondo Matteo: 
 nel Vangelo secondo Marco: 
 nel Vangelo secondo Luca: 
 e nel Vangelo secondo Giovanni: 

## La tesi di Origene su Gesù nuovo Adamo
Origene (III secolo), riteneva che il Golgota fosse anche il luogo della sepoltura di Adamo: questo fatto simbolicamente ribadiva il ruolo di Gesù come "nuovo Adamo", fondatore della nuova umanità redenta (cfr. 1 Corinzi 15,21-22). Per questo motivo, nelle rappresentazioni della crocefissione, ai piedi della Croce è spesso raffigurato il teschio di Adamo.

## Altri significati
Analogamente al significato che ha acquistato il vocabolo croce, il termine calvario sta a indicare figurativamente una fase lunga e dolorosa della salute di una persona, quasi sempre in riferimento alle sue ultime ore di vita, o comunque una prolungata serie di patimenti. Questo uso deriva dal fatto che la pietà popolare, ad esempio nella pratica della Via Crucis, ha visto la salita di Gesù al Calvario come una salita lunga e tormentosa che deve concludersi con la morte del Redentore.

## Figurazione artistica
La sacra altura sulla quale Gesù venne crocifisso è osservabile anche nel più antico mosaico absidale a noi giunto presente nella basilica di Santa Pudenziana a Roma dove è rappresentato Cristo in trono circondato dagli apostoli.
Sullo sfondo, oltre a poter osservare la rappresentazione di una città ideale in prospettiva (che secondo molti studiosi rappresenterebbe la Gerusalemme celeste) è possibile notare la Croce Gemmata posta sulla sommità, appunto, del Golgota.